# Jan Serada
Jan Serada (in bielorusso Ян Серада?; Distretto di Baranavičy, 13 maggio 1879 – Unione Sovietica, dopo il 19 novembre 1943) è stato un politico, pedagogista e scrittore bielorusso, il primo presidente della Repubblica Popolare Bielorussa.
Serada nacque nel villaggio di Zadźvieji (ora nel distretto di Baranavičy, nella regione di Brėst).
Nel 1905-1906 Serada prestò servizio nell'esercito imperiale russo in Manciuria e fu mobilitato anche durante la prima guerra mondiale.
Si diplomò in una scuola veterinaria a Varsavia nel 1903 e lavorò come veterinario nel governatorato di Minsk nel 1907-1911. Allo stesso tempo era insegnante in una scuola di agraria a Mar"ina Horka.
Jan Serada era un membro attivo dell'Assemblea socialista bielorussa. Nel 1917 fu presidente del Primo Congresso pan-bielorusso. Nel 1918 fu eletto presidente della Repubblica Popolare Bielorussa indipendente.
Negli anni '20 Serada lavorò in diverse posizioni nel Ministero dell'Agricoltura della RSS Bielorussa, e fu anche insegnante in diversi collegi e pubblicò diverse opere sull'agricoltura.
Il 4 luglio 1930 Serada fu arrestato dall'NKVD nell'ambito del cosiddetto caso dell'Unione di Liberazione della Bielorussia. Nell'aprile 1931 fu condannato a 5 anni di esilio a Jaroslavl', in Russia. Successivamente, nel 1941, fu nuovamente condannato a 10 anni di gulag. Fu liberato il 19 novembre 1943 dal gulag (nel territorio di Krasnojarsk) e il suo successivo destino è sconosciuto.
Fu riabilitato tra il 1988 e il 1989.

## Opere
- Як трэба каваць коні. Мн., 1926;
- Вэтэрынарыя і зоагігіена. Кн. 1-2. Мн., 1927-1928;
- Пабудова сіласаў у калгасах і саўгасах. Мн., 1930.

## Fonti
- Маракоў Л.У. Рэпрэсаваныя літаратары, навукоўцы, работнікі асветы, грамадскія і культурныя дзеячы Беларус1., 1794-1. Энц. даведнік. У 10 т. Т.2. —Mн :, 2003. ISBN 985-6374-04-9